# ZIPAIR Tokyo
ZIPAIR, officiellement ZIPAIR Tokyo Inc. (株式会社ZIPAIR Tokyo, Kabushiki-gaisha Jippu-ea Tōkyō) ( 株式会社 ZIPAIR Tokyo, Kabushiki-gaisha Jippu-ea Tōkyō ), est une compagnie aérienne à bas coûts basée à l'aéroport de Tokyo Narita.
La compagnie aérienne est une filiale de Japan Airlines. Fondée en 2018 en tant que société provisoire, elle devait initialement commencer ses activités le 14 mai 2020,.
ZIPAIR prévoit d'opérer des vols internationaux moyen et long-courriers avec comme plaque tournante le Terminal 1 North Wing de Narita. Il a cependant été annoncé en avril 2020 que le début des vols serait reporté en raison de la pandémie de COVID-19.

## Histoire
Japan Airlines (JAL) annonce en mai 2018 l'intention de lancer un nouveau compagnie low-cost opérant des vols internationaux au cours de l'été 2020, avec pour but de concurrencer les autres compagnies asiatiques, qui se développent sur le marché japonais. JAL crée a cette occasion une filiale afin de préparer l'entreprise, T.B.L. Co., Ltd. (株式会社ティー・ビー・エル, Kabushiki-gaisha Tī Bī Eru, standing pour "To Be Launched"), en juillet de cette année. La compagnie devait se lancer à l'occasion des Jeux olympiques d'été de 2020 .
En mars 2019, la compagnie adopte le nom ZIPAIR, faisant référence aux mots « Zip », qui représente la vitesse, et « Code postal (ZIP code en anglais)». TBL est alors renommée « ZIPAIR Tokyo Inc. ». ZIPAIR avait pour projet de commencer ses vols vers Bangkok et Séoul respectivement le 14 mai et le 1er juillet en 2020. La compagnie vise également le développement sur le continent asiatique en reliant de nouvelles routes ainsi qu'aux États-Unis en 2021.
En 2020, alors que le coronavirus oblige de nombreux pays à fermer leurs frontières, ZIPAIR annonce reporter le début de ses vols passagers et lance des vols cargo entre Tokyo et Bangkok avec l'aval des autorités japonaises pour répondre aux besoins du fret aérien durant la suspension de ses vols passagers. La compagnie effectue ses vols cargo avec ses Boeing 787.
En 2022 la compagnie est forcée de changer son logo de queue pour un nouveau design, en raison de l'association de la lettre Z aux troupes russes envahissant alors l'Ukraine.

## Destinations[8]
| Pays         | Ville         | Aéroport                                | Remarques               | Réf   |
| ------------ | ------------- | --------------------------------------- | ----------------------- | ----- |
| Japon        | Tokyo         | Aéroport international de Narita        | Hub                     | [ 9 ] |
| Thaïlande    | Bangkok       | Aéroport de Suvarnabhumi                | D'abord comme vol cargo |       |
| Corée du Sud | Séoul         | Aéroport international d'Incheon        |                         |       |
| Singapour    | Singapour     | Aéroport de Singapour-Changi            |                         |       |
| Philippines  | Manille       | Aéroport international Ninoy-Aquino     |                         |       |
| Canada       | Vancouver     | Aéroport international de Vancouver     |                         |       |
| États-Unis   | San José      | Aéroport international de San José      |                         |       |
| États-Unis   | Los Angeles   | Aéroport international de Los Angeles   |                         |       |
| États-Unis   | San Francisco | Aéroport international de San Francisco |                         |       |
| États-Unis   | Honolulu      | Aéroport international Daniel K. Inouye |                         |       |

## Flotte

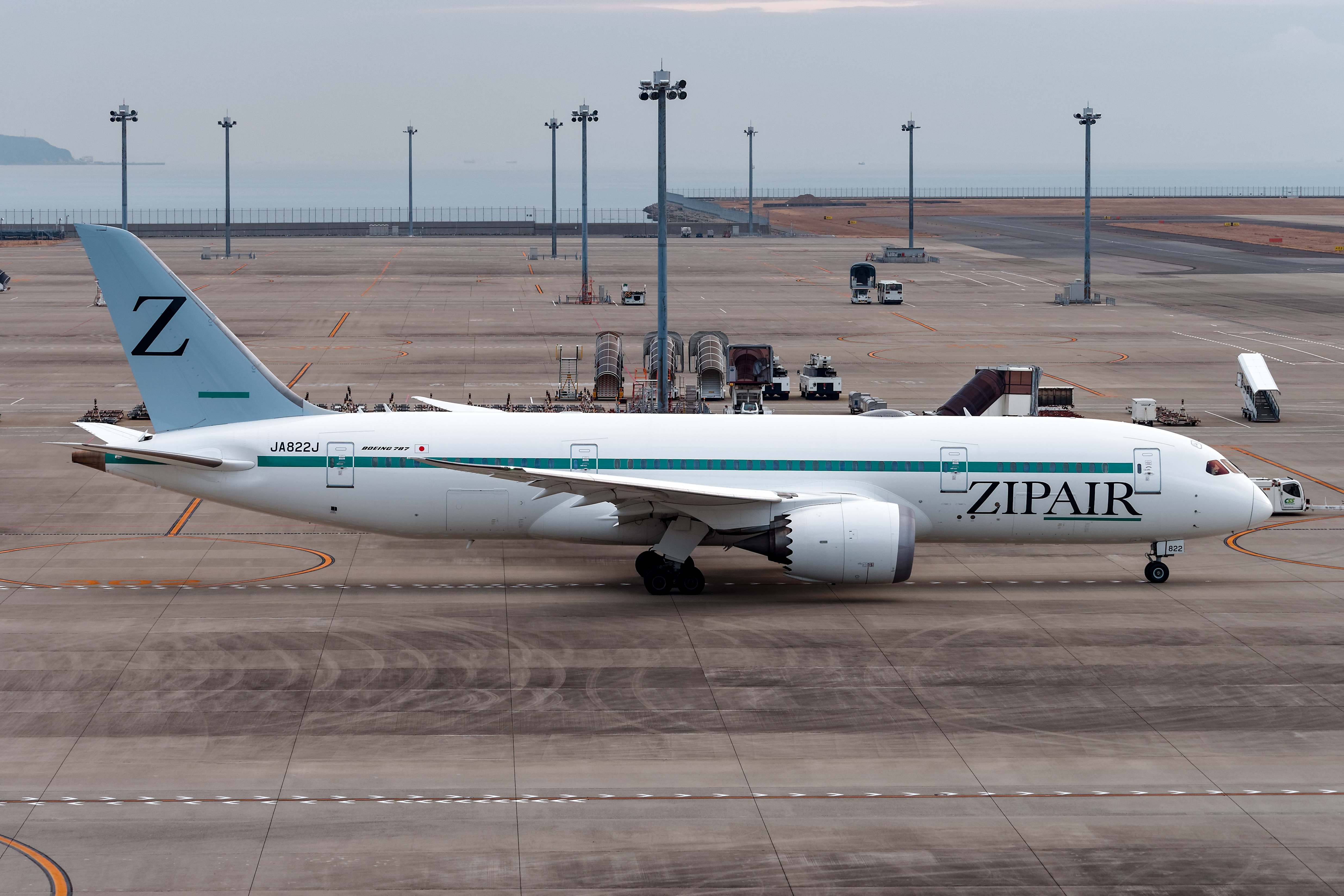
ZIPAIR Boeing 787-8

En mai 2024, la flotte de ZIPAIR est constituée de 8 Boeing 787-8.

## Voir également
- Japan Airlines
- Aéroport international de Narita
- Liste des compagnies aériennes low-cost au Japon